# Tipula (Pterelachisus) tundrensis tundrensis
Tipula (Pterelachisus) tundrensis tundrensis is een ondersoort van de tweevleugelige Tipula (Pterelachisus) tundrensis uit de familie langpootmuggen (Tipulidae). De ondersoort komt voor in het Palearctisch gebied.